# Ķegums
Ķegums er beliggende i Ogres distrikt i det centrale Letland og fik byrettigheder i 1993. Byen begyndte at tage form i 1936, da Ķegums Hydro Elektro Station blev opført for at udnytte vandkraften i floden Daugava. Før Letlands selvstændighed i 1918 var byen også kendt på sit tyske navn Keggum.